# Гаттендорф (Бургенланд)
Гаттендорф (нем. Gattendorf (Burgenland)) — община (нем. Gemeinde) в Австрии, в федеральной земле Бургенланд. 
Входит в состав округа Нойзидль-ам-Зе.  Население составляет 1278 человек (на 31 декабря 2014 года). Занимает площадь 25,12 км². Идентификационный код  —  1 07 06.

## Политическая ситуация
Выборы — 2002
Бургомистр общины — Йозеф Ковач (LIKO) по результатам выборов 2002 года.
Совет представителей общины (нем. Gemeinderat) состоит из 19 мест.
Распределение мест:
- СДПА занимает 6 мест;
- АНП занимает 6 мест;
- АПС занимает 1 место;
- беспартийные (LIKO) занимают 6 мест.

Выборы — 2007
Бургомистр общины — Франц Фиханек (АНП) по результатам выборов 2007 года.
Совет представителей общины состоит из 19 мест.
Распределение мест:
- СДПА занимает 9 мест;
- АНП занимает 8 мест;
- АПС занимает 1 место;
- Партия LIGA занимает 1 место.

Выборы — 2012
Бургомистр общины — Франц Фиханек (АНП) по результатам выборов 2012 года.
Совет представителей общины состоит из 19 мест.
Распределение мест:
- СДПА занимает 9 мест;
- АНП занимает 8 мест;
- АПС занимает 1 место;
- Партия LIGA занимает 1 место.

## Конфессиональные сообщества

### Протестантская община
В Гаттендорфе нет протестантской церкви, так как резиденция толерантного церковного прихода Евангелической церкви Аугсбургского исповедания Австрии для местных прихожан располагается в Цурндорфе. 
По официальным данным Евангелической церкви Австрии на 31 декабря 2015 года во всём приходе проживало 1044 прихожанина, в том числе 1041 Аугсбургского исповедания и три — Гельветского исповедания. 
Прихожане Аугсбургского исповедания относятся к толерантному церковному приходу Цурндорф Евангелического суперинтендентства Бургенланда, который включает в себя близлежащие кадастровые общины и деревни Гаттендорф, Нойдорф-бай-Парндорф (Нойдорф), Парндорф, Поцнойзидль и Цурндорф. В апреле 2011 года в приходе проживало 1045 евангельских христиан, по большей части в Цурндорфе.
Церковный приход для всех прихожан Гельветского исповедания Гаттендорфа и Бургенланда располагается в реформатской общине Оберварта.

## Фотогалерея
- Исторический Гаттендорф: топографические карты и еврейское кладбище
- Приходская церковь Гаттендор
- Maßstab 1:25.000 (Mitte unten), links ist der Bereich des Militärlagers in Bruck an der Leitha nur schematisch dargestellt  (нем.)
- Maßstab 1:12.500 mit Wangheim, dem Zehenthof und dem St.-Anna-Kloster  (нем.)
- Еврейское кладбище в Гаттендорфе
- Еврейское кладбище в Гаттендорфе

## Внешние ссылки
- Интерактивная карта Австрии terrain (на 20 языках)